# Кодесозу
Кодесозу (порт. Codeçoso; МФА: [ku.dɨ.ˈso.zu]) — парафія в Португалії, у муніципалітеті Селоріку-де-Башту. Розташована в північно-західній частині країни, на теренах історичної португальської провінції Дору-Міню. Входить до складу округу Брага. За адміністративним поділом, чинним до 1976 року, терени парафії були складовою провінції Міню. Належить до Бразької архідіоцезії Католицької церкви. Патрон — святий Андрій. Площа — 10,6984 км². Населення — 444 ос. (2011). Слабо урбанізований регіон. Густота населення — 41,5 осіб/км²
. Код — 030508.

## Населення
| Кількість мешканців | Кількість мешканців | Кількість мешканців | Кількість мешканців | Кількість мешканців | Кількість мешканців | Кількість мешканців | Кількість мешканців | Кількість мешканців | Кількість мешканців | Кількість мешканців | Кількість мешканців | Кількість мешканців | Кількість мешканців | Кількість мешканців |
| ------------------- | ------------------- | ------------------- | ------------------- | ------------------- | ------------------- | ------------------- | ------------------- | ------------------- | ------------------- | ------------------- | ------------------- | ------------------- | ------------------- | ------------------- |
| 1864                | 1878                | 1890                | 1900                | 1911                | 1920                | 1930                | 1940                | 1950                | 1960                | 1970                | 1981                | 1991                | 2001                | 2011                |
| 494                 | 497                 | 518                 | 518                 | 528                 | 532                 | 583                 | 571                 | 685                 | 747                 | 711                 | 603                 | 586                 | 503                 | 444                 |